# Google注音输入法
Google注音输入法是由Google开发的注音输入法。 Google注音输入法可运行于Android 2.3.3及以上版本的Android系统中。

## 功能
- 支持以倉頡、注音、语音、手写、筆畫等方式输入中文。
- 可直接输入词语、语句。
- 可输出繁体中文和简体中文。
- 支持表情符号输入。